# Choe Hyeon-bae
Choe Hyeon-bae (1894-1970), conhecido pelo nome artístico Oe Sol, foi um professor e acadêmico da língua coreana.

## Publicações
- 1926: 《조선민족갱생의 도》
- 1937: 《우리말본》
- 1940: 《한글갈》
- 1947: 《글자의 혁명 : 漢字안쓰기와 한글 가로 쓰기》, OCLC 122749696
- 1950: 《한글의 투쟁》
- 1963: 《한글 가로글씨 독본》, OCLC 48183860